# Подстаканник

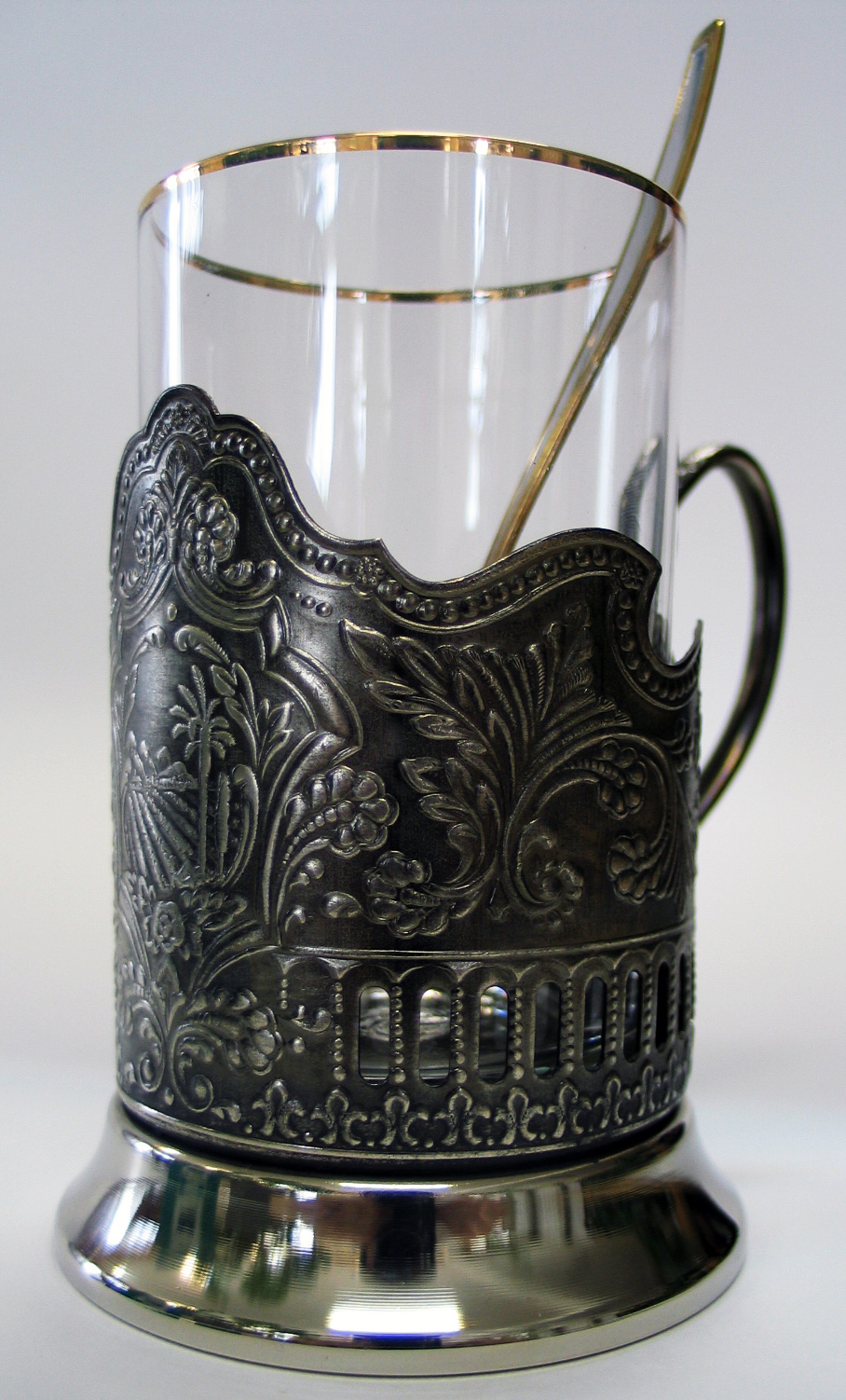
Классический подстаканник «Пальма» («Новый Крым»)

Подстака́нник — подставка, охватывающая и поддерживающая стеклянный стакан, в большинстве своём цилиндрической формы, имеющая ручку для того, чтобы употреблять горячий чай, не обжигая ладони. В России и СНГ подстаканники традиционно используются на железнодорожном транспорте как обязательный элемент сервировки стола (их использование значительно повышает устойчивость стаканов).

## Конструкция и материалы
«Товарный словарь», изданный в 1959 году, определял основные размеры подстаканников, выпускавшихся в СССР: внутренний диаметр 68-69 мм, высота корпуса (без учёта ручки) 65-85 мм. Там же указывались и наиболее распространённые виды подстаканников, которые распределялись по материалу корпуса:
| Материал                    | Технология отделки                                                                 |
| --------------------------- | ---------------------------------------------------------------------------------- |
| Мельхиор                    | Посеребрённые с оксидированием; выпуклый штампованный или тиснёный рисунок         |
| Нейзильбер                  | Посеребрённые с оксидированием; выпуклый штампованный или тиснёный рисунок         |
| Нержавеющая сталь           | Полированные; штампованный рисунок                                                 |
| Алюминий                    | Анодированные под золото, серебро, крашеные; штампованный рисунок                  |
| Серебро 800-й и 875-й пробы | Гладкие; штампованный или гравированный рисунок                                    |
| Серебро 875-й пробы         | Чернёные, ажурные, филигранные                                                     |
| Томпак                      | Золочёные; прессфилигранный рисунок, цветная ювелирная эмаль                       |
| Металлические               | Витые из проволоки полукруглого сечения (плоской гранью внутрь), гладкие           |
| Аминопласт                  | Цельнопрессованные, гладкие и с рисунком                                           |
| Стекло                      | Выдувные, гладкие, с номерной шлифовкой, с рисунком травлением или алмазной гранью |

Отдельно выделялись подстаканники ювелирной и художественной работы. Они изготавливались из золота, серебра, серебра с разнообразной позолотой. Часто украшались художественной эмалью.

## В России и СССР
Считается[кем?], что подстаканники современной формы появились в российских пассажирских поездах в бытность Сергея Витте директором Департамента железнодорожных дел Министерства финансов (с 1889 года) и министром путей сообщения Российской империи (в 1892 году). Наиболее известное производство подстаканников расположено в городе Кольчугино Владимирской области на заводе столовых приборов и посуды, основанном купцом Александром Кольчугиным в XIX веке как часть металлургической мануфактуры (в настоящее время производство расположено в 7-м цехе товаров народного потребления завода «Кольчугцветмет»).
Современные подстаканники производятся из мельхиора (нейзильбера), латуни, меди и серебра. В качестве защитно-декоративного покрытия при изготовлении используются серебро, золото, никель.
Для придания рисунку характерной рельефности и контраста может применяться процедура чернения. Поверхность готового изделия полируется, после чего приобретает характерный блеск. Как правило, изделия изготавливаются методом чеканки, что подразумевает изготовление отдельного инструмента (штампа) для каждого подстаканника.

В некоторых случаях для персонализации на наиболее распространённые серийные изделия наносится логотип методом лазерной гравировки, которая может использоваться и для оригинального нанесения надписей на готовом изделии либо при размещении художественного текста на золотом и серебряном покрытии. Могут применяться также фрезеровка, нанесение эмали.

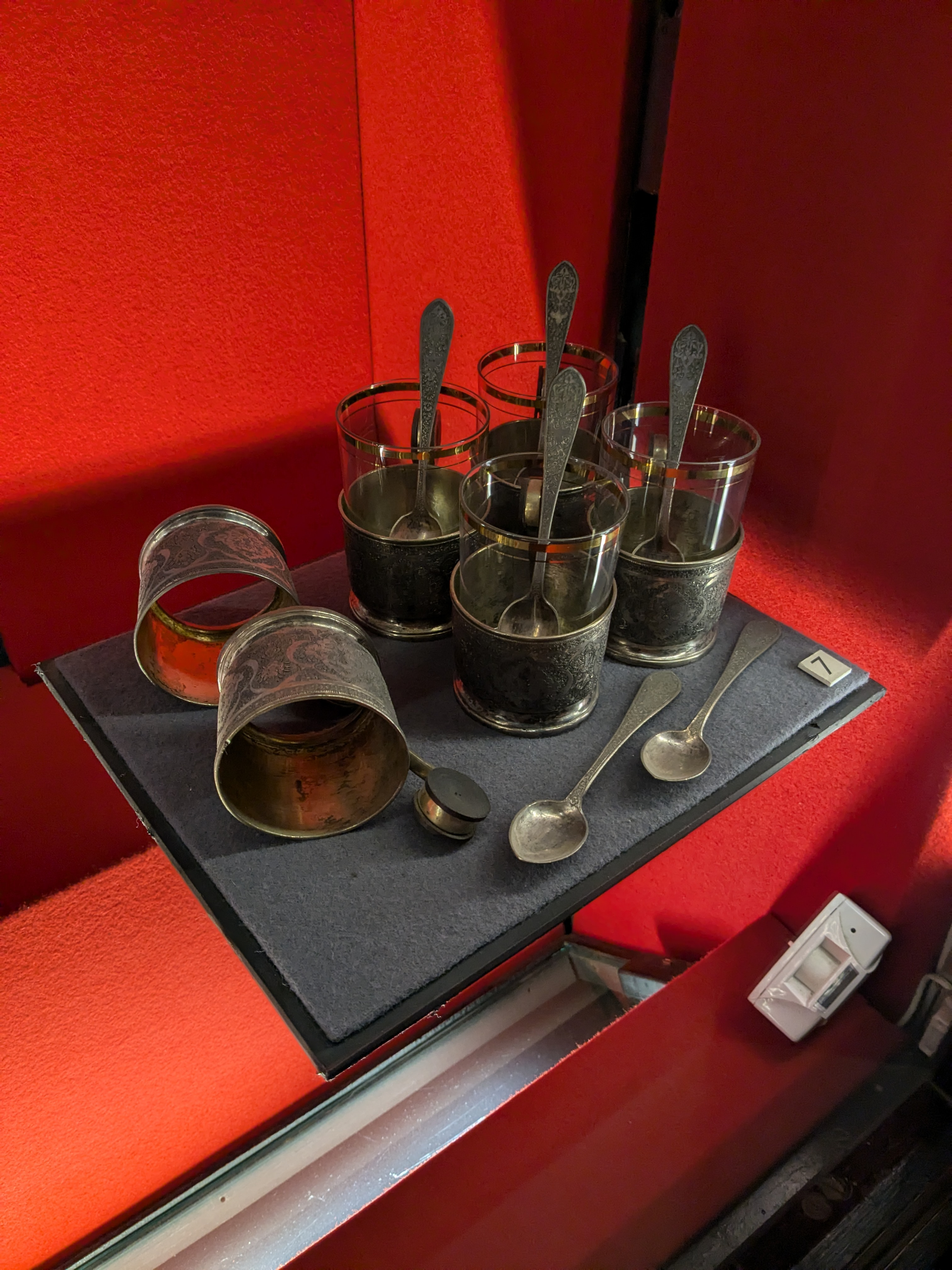
Подстаканники в коллекции музея-заповедника «Сталинградская битва»
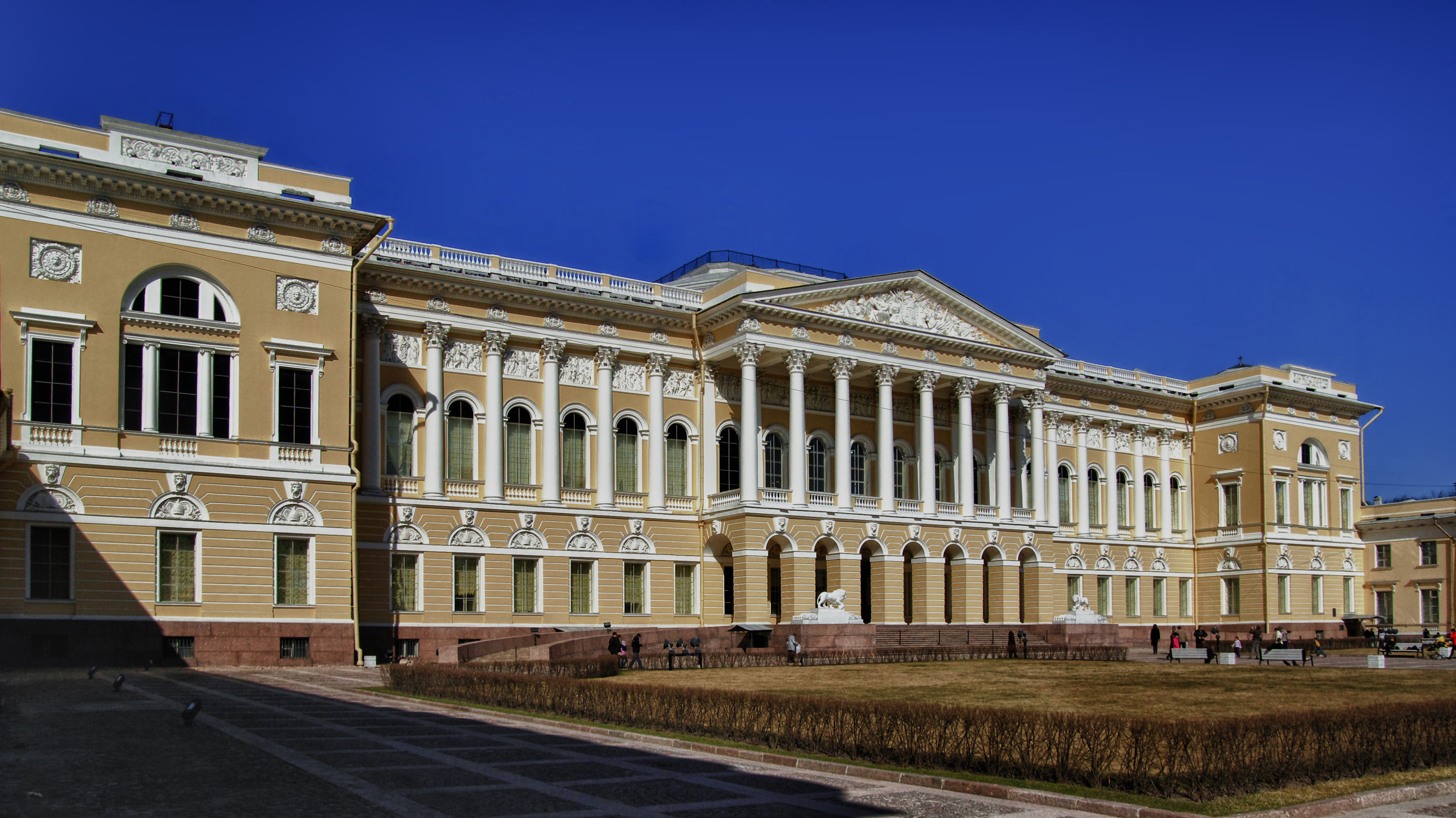
Подстаканник и чайная ложечка
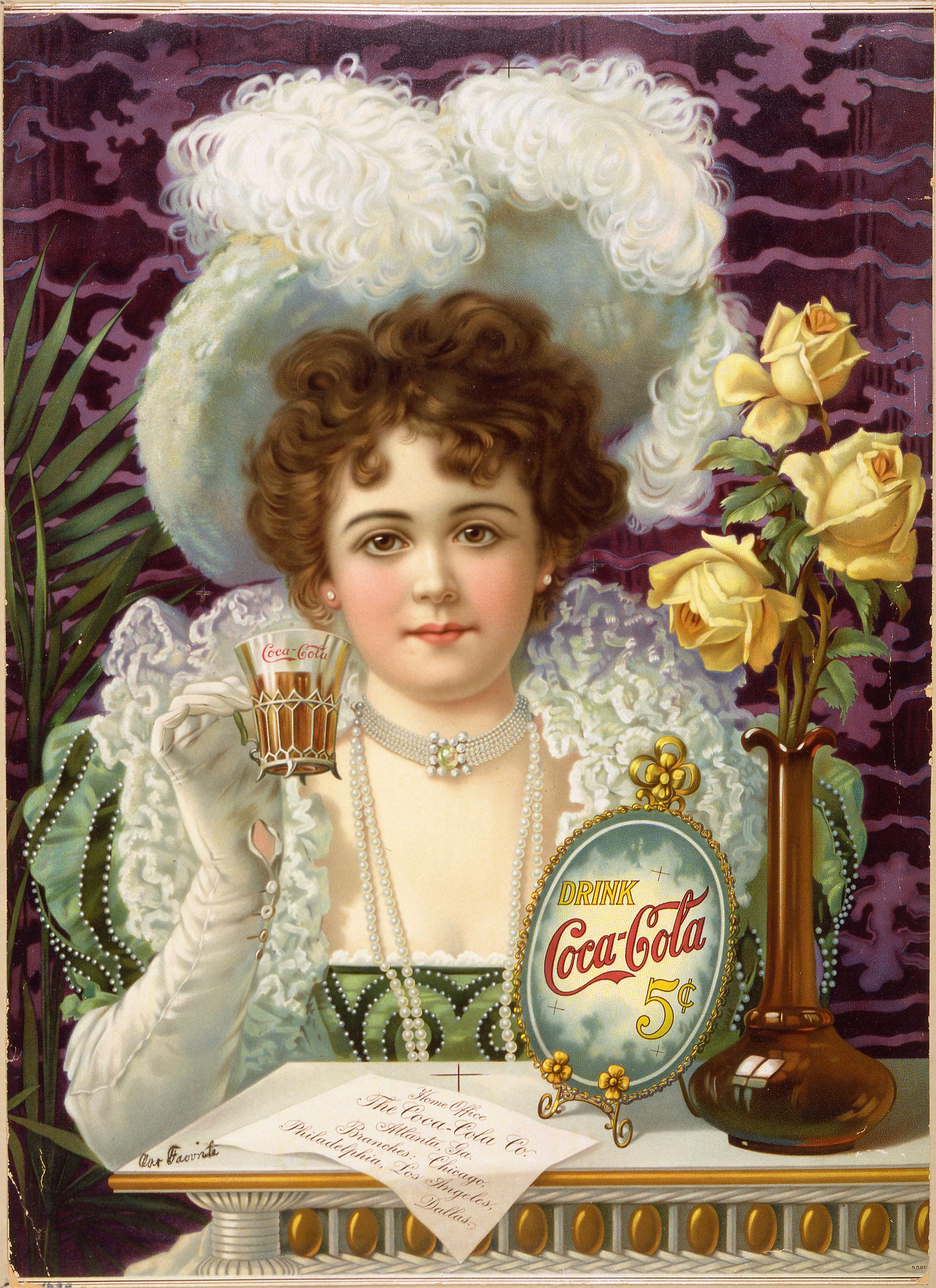
Рекламный плакат кока-колы 1890 года: девушка пьёт напиток из стакана с подстаканником
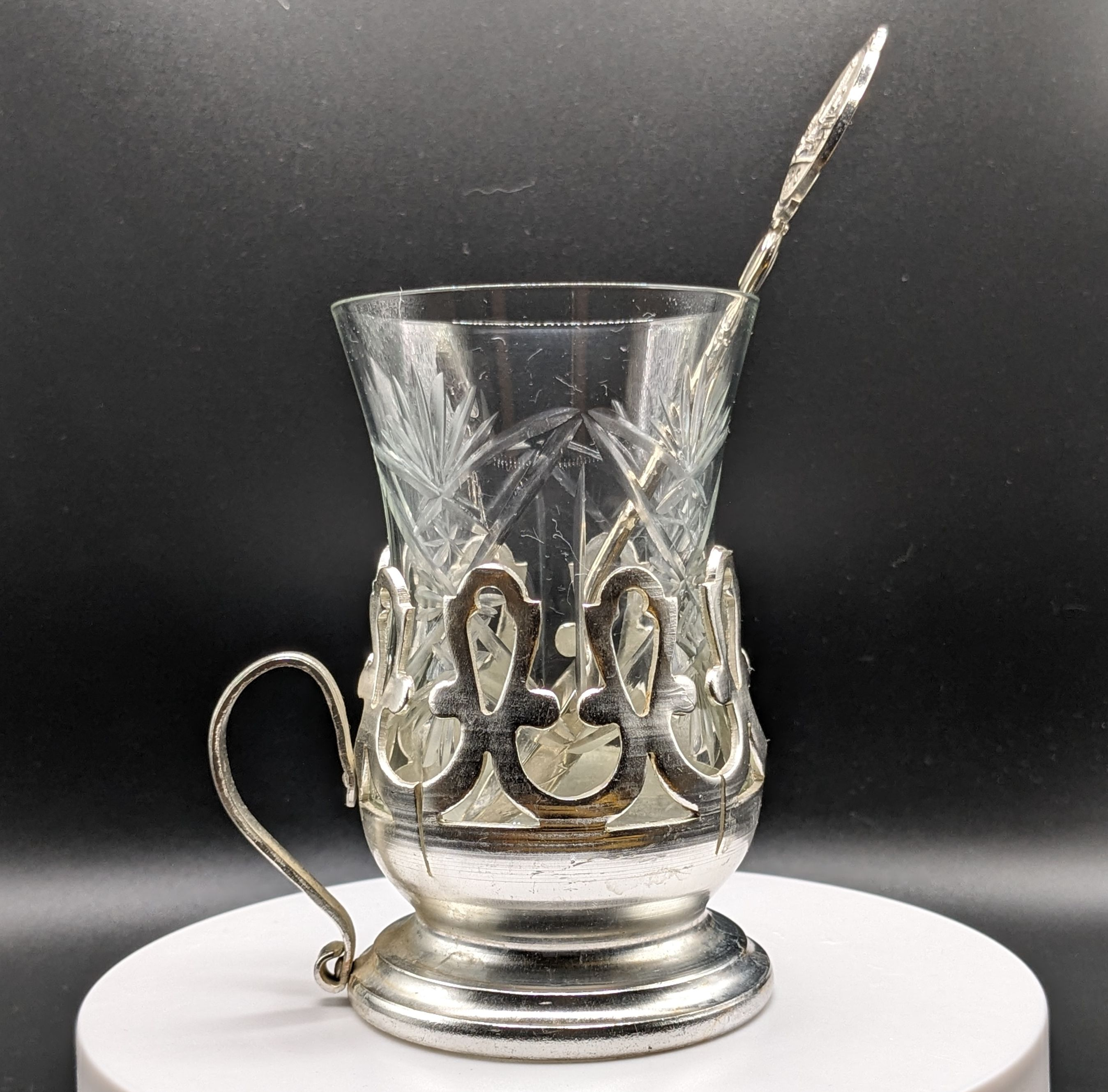
Персидский стакан в подстаканнике
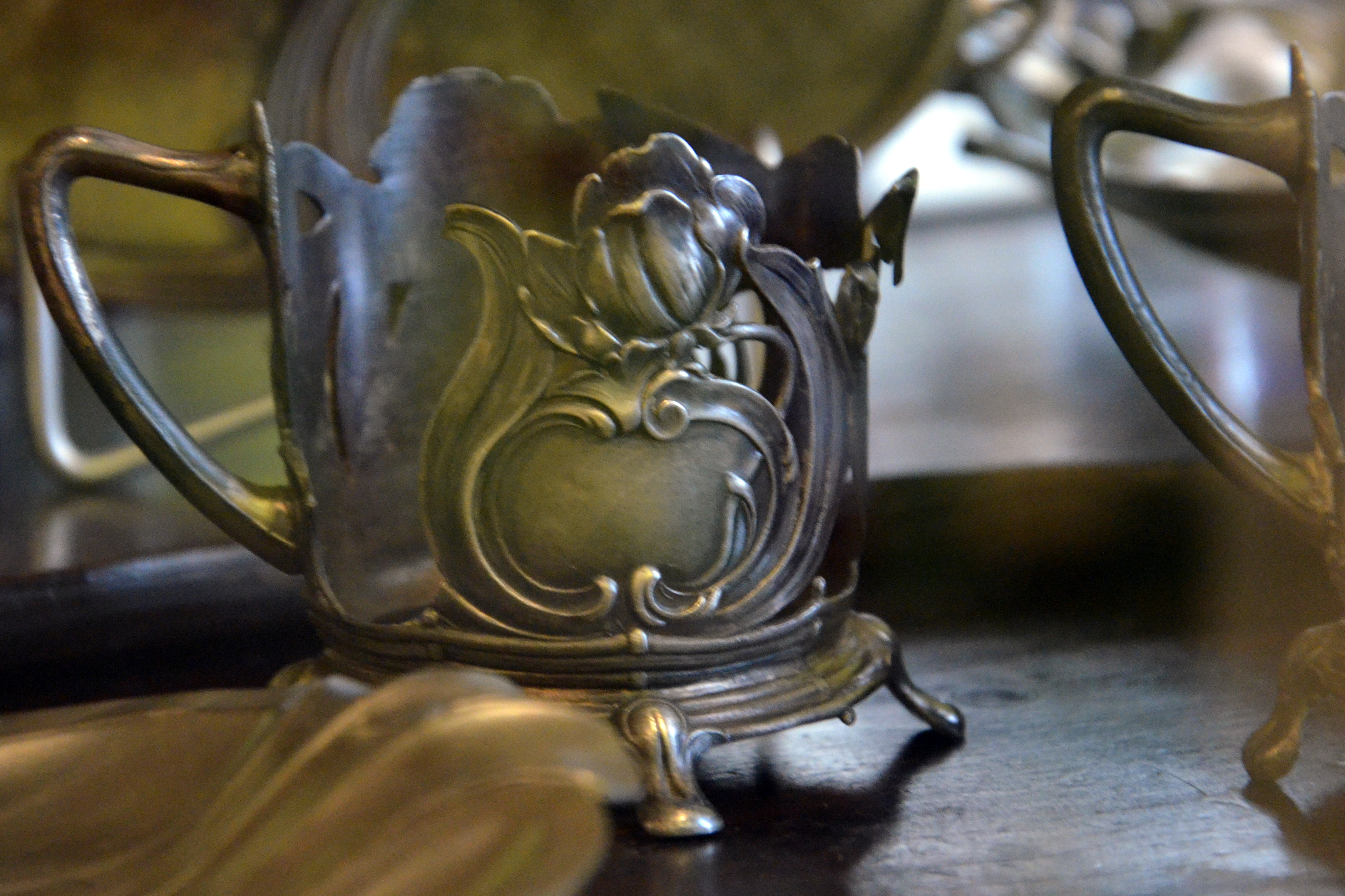
Немецкий подстаканник 1900 года
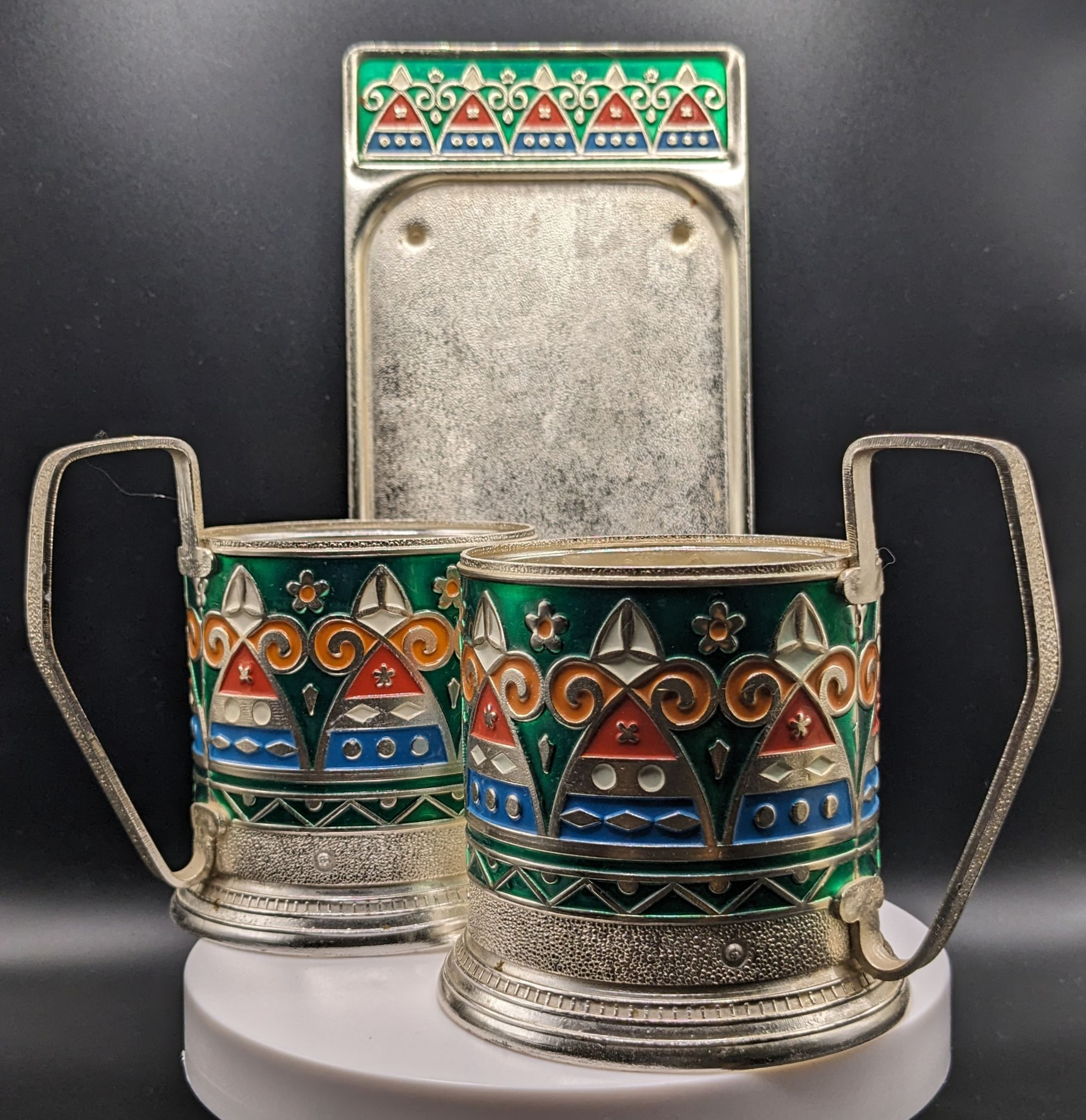
Набор из двух подстаканников и подноса производства Волгоградского завода «Сувенир»

Коллекция подстаканников в Музее узкоколейных железных дорог в Екатеринбурге
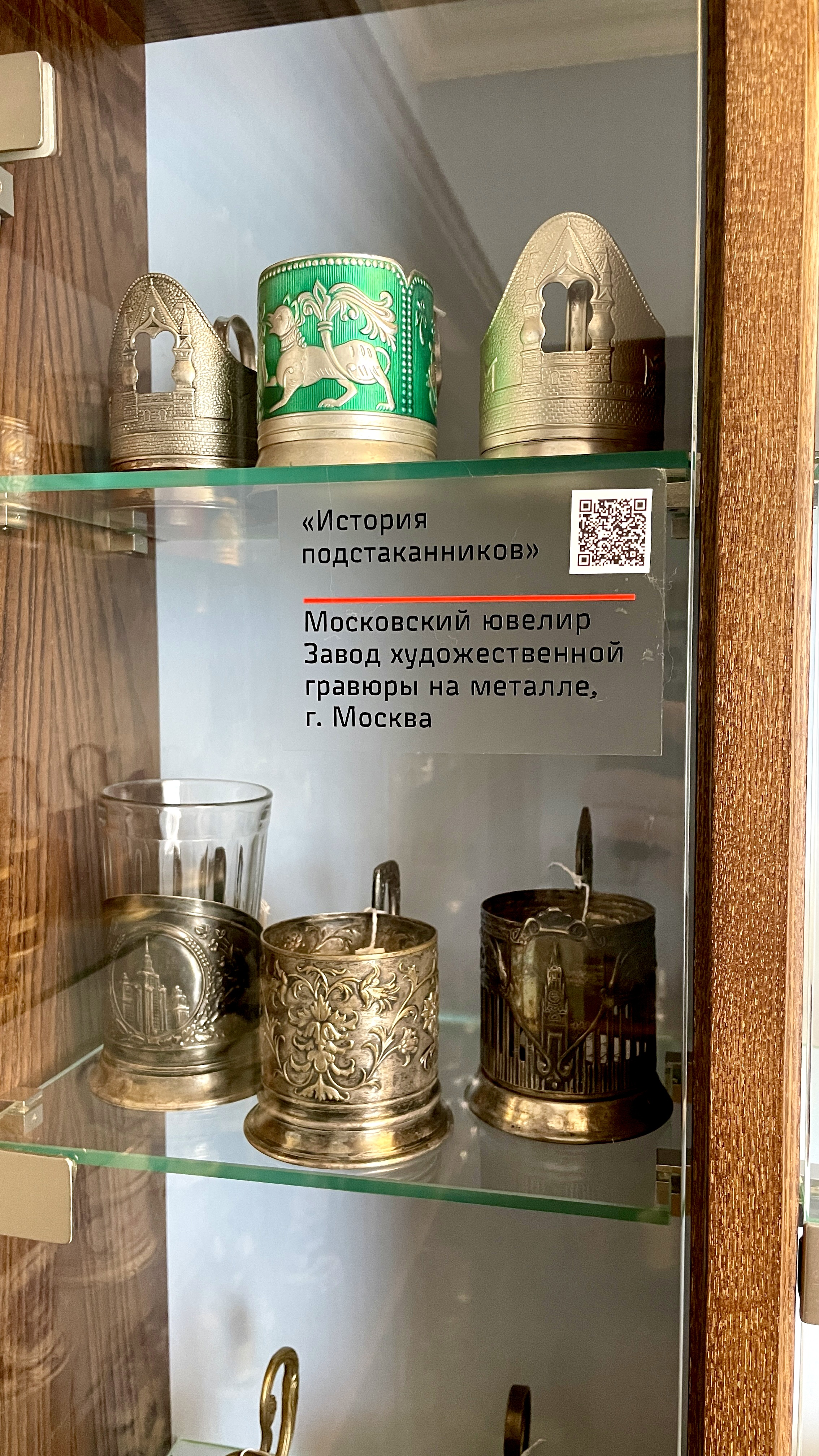
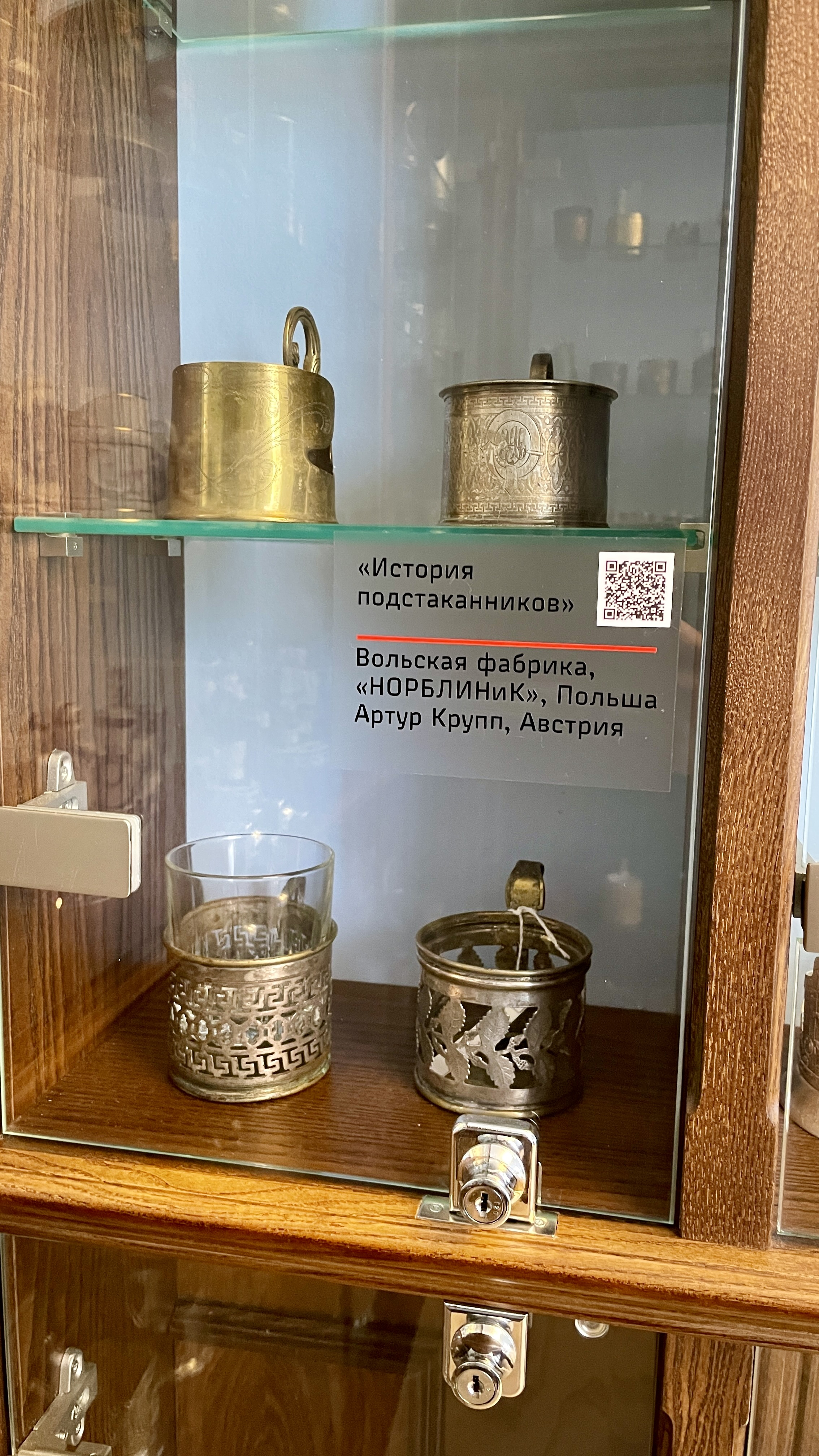
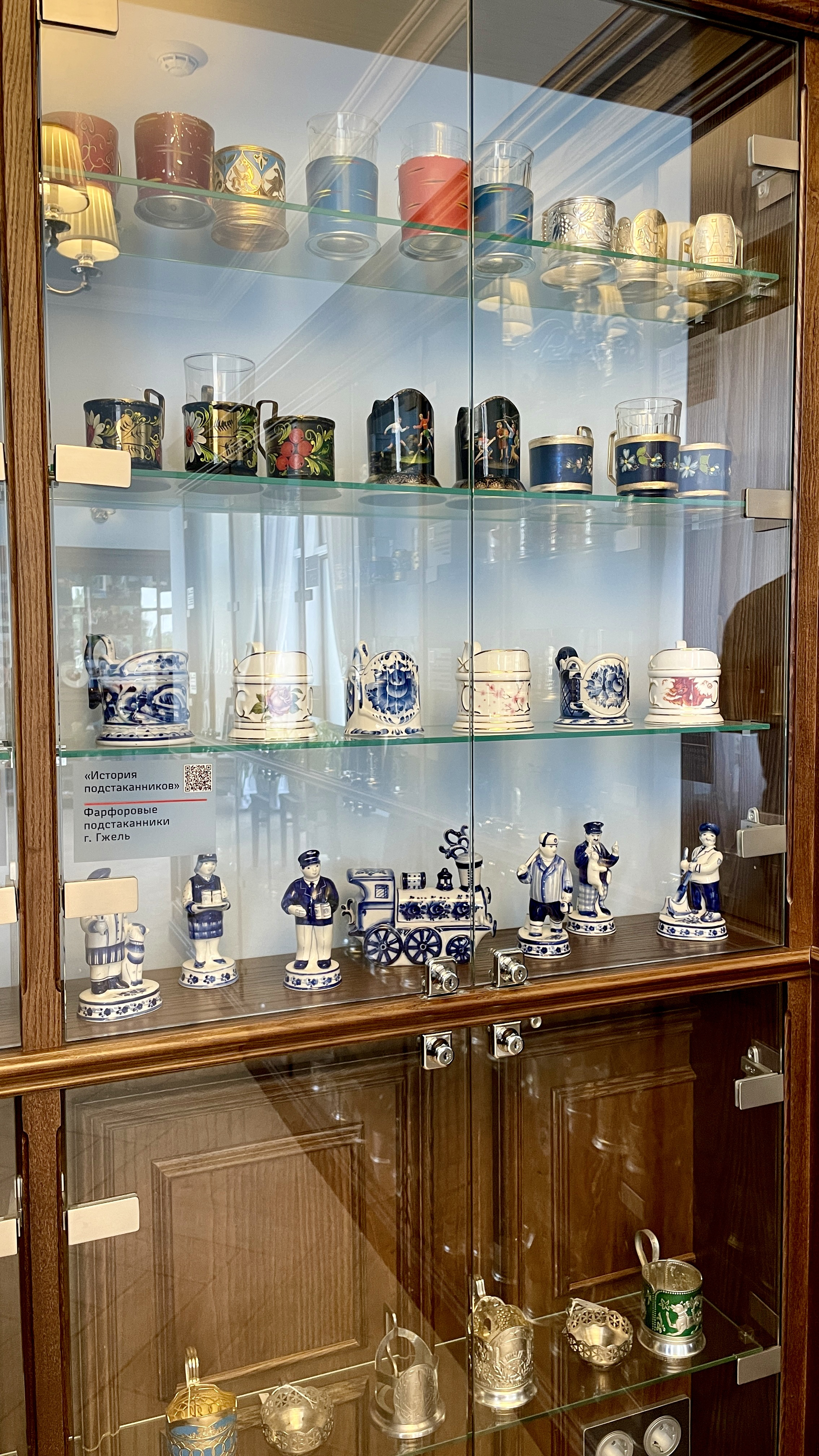
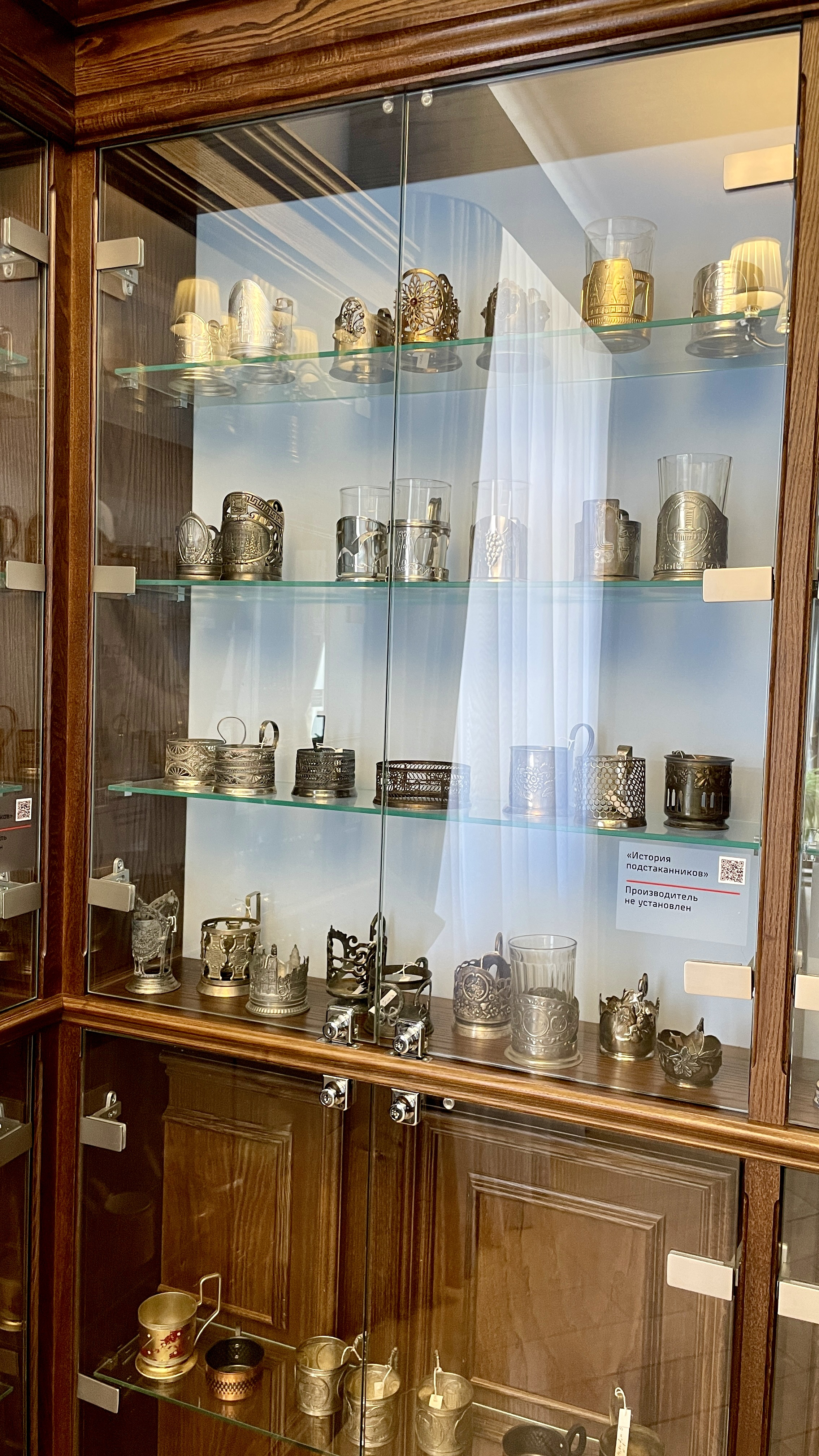
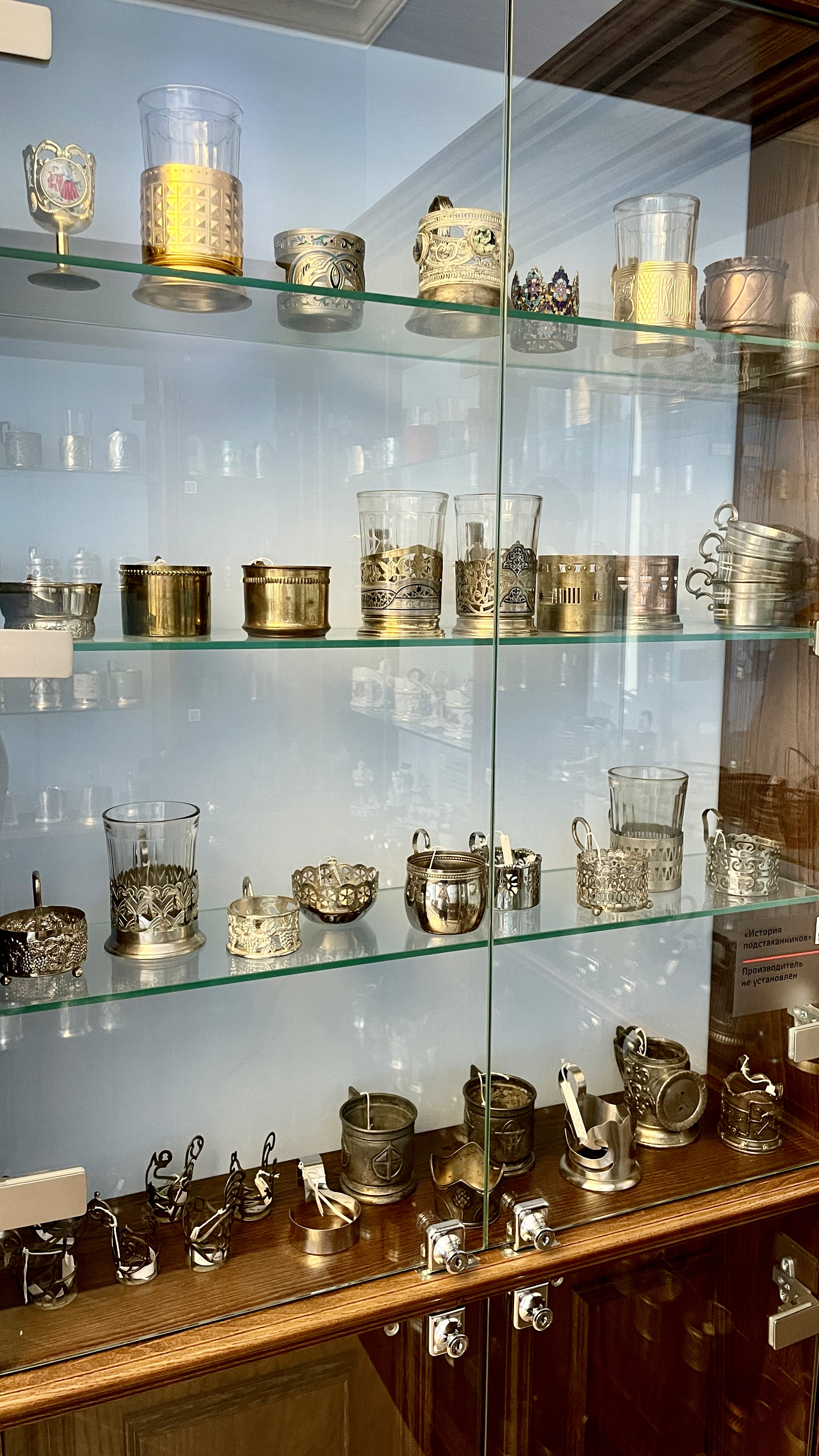
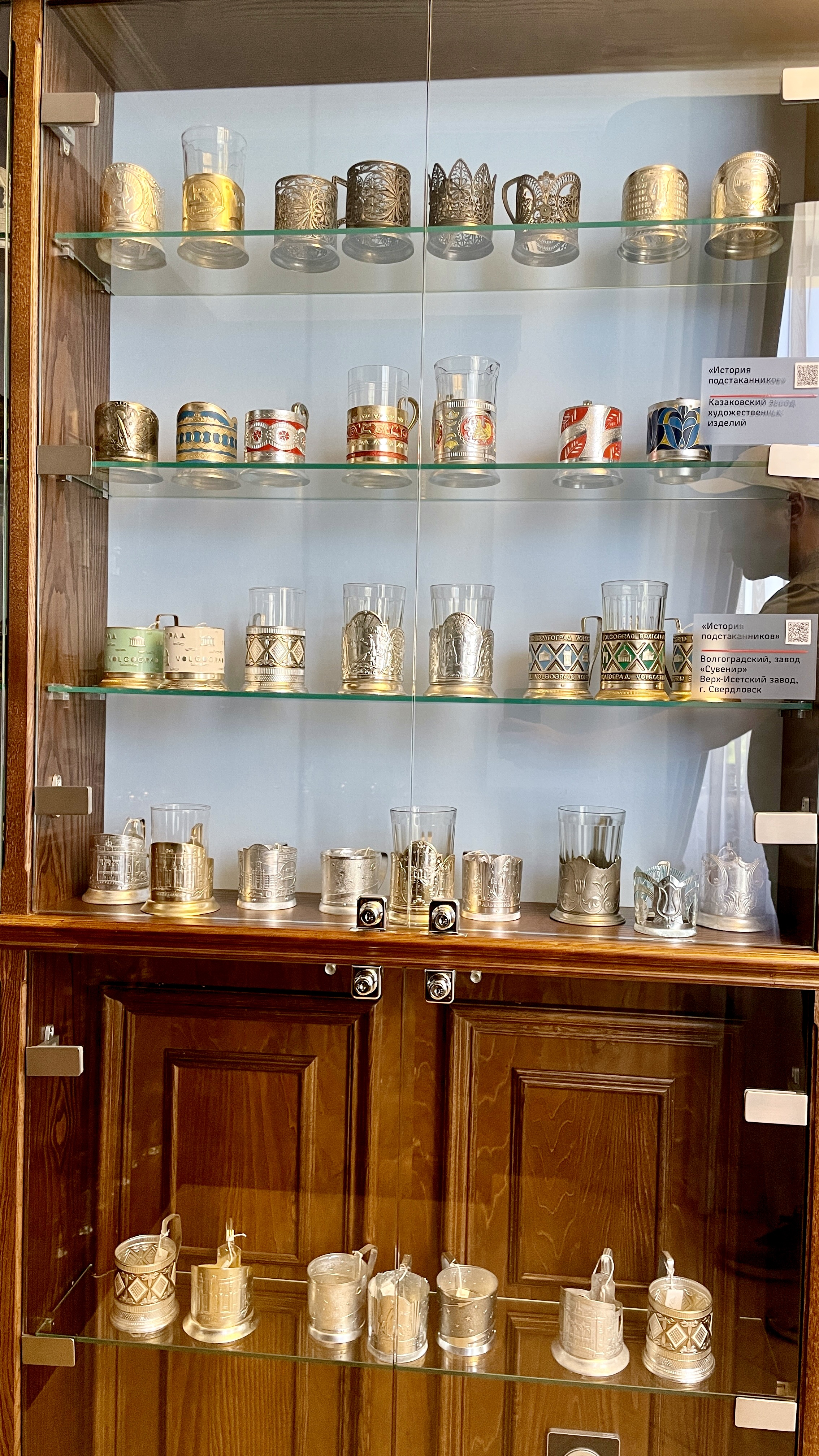
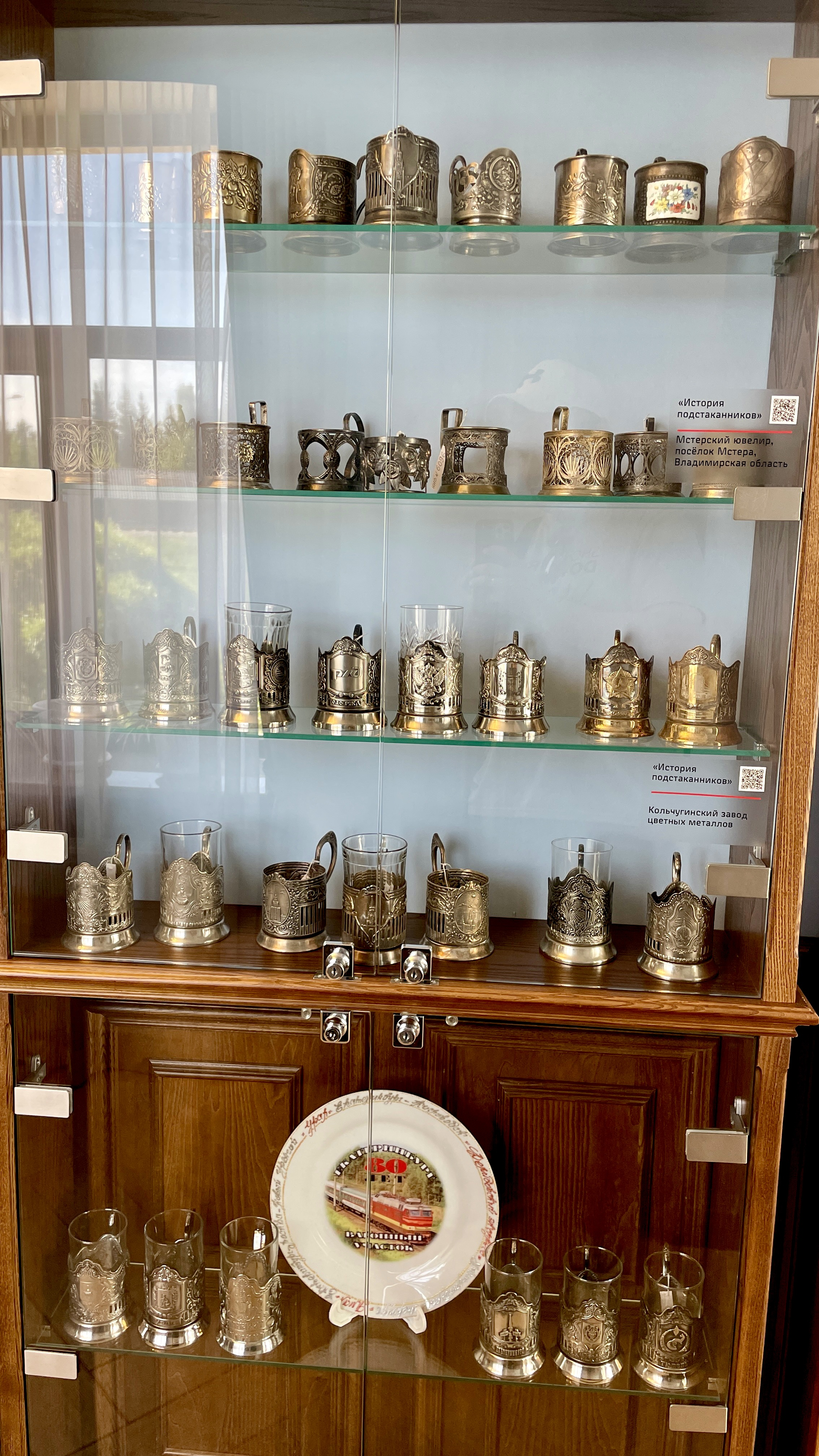